# Термотрон-Завод
Акционерное общество «Термотрон-Завод» (ранее Брянский завод технологического оборудования) — предприятие в городе Брянск, занимающееся выпуском оборудования автоматики и телемеханики СЦБ, средств малой механизации — электрических канатных талей, аппаратных блок-контейнеров.
В 2005 году на предприятии было налажено производство ростового, электротехнического и электротермического оборудования, а также солнечных электростанций.

## История
В связи с активным развитием электротехники в 1960-е годы возникла необходимость создания специализированного предприятия, которое могло бы обеспечить техническое оснащение отрасли специальным технологическим оборудованием.
Строительство завода началось в 1962 году на участке площадью в 14 га. Руководил стройкой будущий директор предприятия Виктор Иванович Соколов. В 1965 году госкомиссии были сданы первые производственные площади — литейный цех, его бытовые помещения и центральный склад. 19 июня 1965 года вышел приказ министра № 95, который утвердил дату основания Брянского завода технологического оборудования (БЗТО) — 1 июля 1965 года. И уже 27 декабря 1965 года в литейном цехе была осуществлена первая плавка.
В 1966 году были созданы особое конструкторское бюро машиностроения (ОКБМ) и отдел главного технолога (ОГТ), введены в строй три пролёта главного корпуса и бытовые секции. Тогда же задействованы склад технологической выдержки и тренировки ЭЛТ-М1270 и агрегат варки электролита.
К 1972 году было закончено строительство и ввод в эксплуатацию производственных площадей завода. На тот момент уже был освоен выпуск оргоснастки для предприятий отрасли и высокопрочного чугуна для производства пресс-инструмента, создан электромонтажный цех, организованы участок по изготовлению деталей из пластмасс, внедрена технологическая линия гальванических покрытий, освоен технологический процесс резки нержавеющих сталей плазмой. В том же году завод начал выпуск конвейерных печей «Огнеупор», диффузных систем СДО-125, мотор-тестеров КИ-4897. А производимому на предприятии станку для шлифовки и полировки экранов СПШ-1 был присвоен государственный Знак качества.
С 1986 года была начата разработка физико-термического оборудования. Разработаны системы для диффузии на пластины диаметром 100 мм, пирогенного окисления на диаметр пластины 150 мм, водородного отжига, ускоренного процесса диффузии.
1988 году с участием КБ и завода при Институте физики высоких энергий был успешно произведён пуск крупнейших установок термоядерного синтеза.
В 1989 году начались разработки оборудования для рентгенолитографии — комплекта физического оборудования для сверхпроводящего компаудного литографического накопителя на 600 МэВ.
С 1 января 1990 года ОКБМ было преобразовано в научно-исследовательский институт «Изотерм». В том же году приказом Министра электронной промышленности институт был назначен головным предприятием по созданию термического оборудования для отрасли.
В 1990-е годы предприятие было переориентировано на выпуск железнодорожного оборудования. На сегодняшний день это 95 % всей продукции, выпускаемой заводом.
В 2015 году было объявлено о создании совместного предприятия компаний «Термотрон-Завод» и «Siemens». Совместное предприятие OOO «Термотрон Рейл Отомейшн» будет специализироваться в области разработки, реализации и производства сигнальных систем и обслуживать запасные части железнодорожных путей с шириной колеи 1520 мм — стандартной на территории России и стран СНГ. Запуск производства планируется на осень 2015 года.

## Выпускаемая продукция
- Железнодорожная продукция
- Оборудование для метрополитена
- Грузоподъёмное оборудование
- Ростовое оборудование
- Солнечная энергетика
- Электротермическое оборудование
- Электротехническое оборудование
- Физико-термическое оборудование
- Экологическое оборудование